# یودن‌رات
یودِن‌رات (به آلمانی: Judenrat؛ به معنای «شورای یهودی») سازمانی مدیریتی در جریان جنگ جهانی دوم بود که توسط آلمان نازی به جوامع یهودیان اروپای اشغالی و بیشتر درون گتوهای نازی تحمیل شد. نازی‌ها از یهودیان خواستند تا در هر یک از جوامع خود، گروهی از ارشدان را انتخاب کرده و شورای یهودیان را تشکیل بدهند.
یودِن‌رات به شکل واسطه‌ای تحمیلی میان نازی‌ها و یهودیان عمل می‌کرد و نازی‌ها از آن برای کنترل جوامع یهودی بهره می‌گرفتند. در بعضی گتوها، همچون گتو ووچ و نیز تریزینشتات، آلمانی‌ها نام «شورای ارشدان یهودی» (Jüdischer Ältestenrat یا Ältestenrat der Juden) به این گروه دادند. جوامع یهودی خود از قرون وسطی به آن سو شوراهایی خودمختار تشکیل داده بودند که به آن کَهُل (קהל) یا کِهیلا (קהילה) می‌گفتند.
در حالی که عده‌ای از تاریخ‌دانان به این شوراها به دیده گروهی همدست نگاه می‌کنند، مسئله اینکه همکاری با یودنرات به منزله همدستی با آلمانی‌ها بوده‌است یا نه هنوز مورد بحث و جدل است.

## تاریخچه
نخستین یودنراتها در لهستان اشغالی پس از فرمان ۲۱ سپتامبر ۱۹۳۹ راینهارت هایدریش در طی تهاجم آلمان به لهستان و متعاقب آن حمله به اتحاد جماهیر شوروی شکل گرفتند.
یودنراتها به عنوان ابزاری در دست آلمانی‌ها برای اعمال قوانین ضدیهودی خود در مناطق اشغالی به‌شمار می‌رفتند و هیچ گونه اختیاری از خود نداشتند. در شکل ایدئال خود، یک یودنرات متشکل از یک ربی و دیگر افراد صاحب‌نفوذ در جامعه یهودی می‌بود. این گروه‌ها با واسطه‌گری میان آلمان و مردم محلی گاه در جهت تأمین هدف آلمانی‌ها در جلوگیری از مقاومت مسلحانهٔ یهودیان عمل می‌کردند، و گاه با چانه زدن با نیروهای آلمانی اقدام به تهیه مواد غذایی برای ساکنان گتوها می‌کردند. وجود این شوراها اما تأثیری در سرنوشت نهایی یهودیان ساکن اروپا نداشت؛ به گفته مایکل برنباوم: «در تحلیل نهایی، یودنرات هیچ گونه تأثیری بر نتیجه نهایی دهشتناک هولوکاست نداشت؛ ماشین کشتار جمعی نازی‌ها تنها مسئول این تراژدی بود، و یهودیان مناطق اشغالی، به ویژه در لهستان اشغالی، آنقدر ضعیف بودند که توانایی جلوگیری از آن را نداشتند.»